# Giulio Negri
Giulio Negri (Luzzara, 21 luglio 1915 – Ariano Irpino, 19 ottobre 1983) è stato un allenatore di calcio e calciatore italiano, di ruolo centrocampista.
Detiene il record di presenze con la maglia del Savoia, con 266 gare disputate.

## Biografia
Emiliano di nascita, si stabilì in Campania fin dal 1939, a Torre Annunziata prima, ad Ariano Irpino poi. Nella cittadina vesuviana nacquero anche due dei suoi quattro figli, Pericle ed Antonio, i quali seguiranno le orme del genitore giocando tra le file dell'U.S. Ariano negli anni settanta.

## Caratteristiche tecniche
Era un centrocampista con molta resistenza e abilità palla al piede, dotato di buona tecnica e spiccato senso tattico, sapeva impostare azioni a ripetizione giocando nel ruolo di regista, rivelandosi anche un ottimo rigorista. Leader dentro e fuori dal campo, fu scoperto dall'allora allenatore del Savoia, Osvaldo Sacchi.

## Carriera

### Club
Cresciuto nel Pro Calcio di Guastalla, passa alla Reggiana e successivamente al Taranto in Serie C nel 1938.

In seguito, ad eccezione della stagione 1948-1949, vestì ininterrottamente dal 1939 al 1953 la maglia biancoscudata del Savoia di Torre Annunziata, collezionando 247 presenze in tredici stagioni stabilendo due record tuttora imbattuti. Detiene anche il record di presenze totali in maglia biancoscudata con 266 gare giocate. È inoltre il quarto goleador di sempre della squadra oplontina, con 36 reti segnate, di cui 10 su calcio di rigore. Esordì con il Savoia in Serie C il 24 settembre 1939 in Stabia-Savoia (2-1), mentre l'esordio in Serie B avvenne il 22 settembre 1946 in Brindisi-Torrese (1-1). L'anno seguente, sempre in B giocherà solo 11 partite a seguito dell'infortunio patito il 28 settembre 1947, in uno scontro di gioco con De Santis del Lecce.
In carriera segnò una tripletta ed una doppietta, entrambe realizzate nel corso del campionato di Serie C 1941-1942 che è stata anche la sua stagione più prolifica con 13 reti segnate. Il 31 gennaio 1942 alla quindicesima giornata, nell'incontro Ala Littoria Roma-Savoia (6-3), segnò tutti i gol della squadra napoletana, mentre il 31 maggio dello stesso anno, alla ventottesima giornata segnò la doppietta nella vittoria per 5-1 del Savoia sul Civitavecchia. In Serie B collezionò 43 presenze e realizzò una rete, il 28 dicembre 1947 nel derby Torrese-Nocerina (1-0). Disputò la sua ultima partita l'11 gennaio 1953.

### Allenatore
La sua carriera di allenatore si è svolta principalmente nei campionati dilettantistici della Campania. Iniziò ad allenare nell'ultimo anno della sua carriera calcistica, quando militava nella Torrese, in cui ebbe il ruolo di giocatore/allenatore. In seguito guidò per diversi anni l'U.S. Ariano

## Statistiche

### Presenze e reti nei club
| Stagione              | Squadra               | Campionato            | Campionato | Campionato | Coppe nazionali | Coppe nazionali | Coppe nazionali | Altre coppe | Altre coppe | Altre coppe | Totale | Totale |
| Stagione              | Squadra               | Comp                  | Pres       | Reti       | Comp            | Pres            | Reti            | Comp        | Pres        | Reti        | Pres   | Reti   |
| --------------------- | --------------------- | --------------------- | ---------- | ---------- | --------------- | --------------- | --------------- | ----------- | ----------- | ----------- | ------ | ------ |
| 1932-1933             | Reggiana              | PD                    | 2          | 0          |                 |                 |                 |             |             |             | ?      | ?      |
| 1935-1936             | Reggiana              | C                     | 18         | 3          |                 |                 |                 |             |             |             | 18     | 3      |
| Totale Reggiana       | Totale Reggiana       | Totale Reggiana       | 20+        | 3+         |                 |                 |                 |             |             |             | 20+    | 3+     |
| 1936-1937             | Jesi                  | C                     | ?          | ?          |                 |                 |                 |             |             |             | ?      | ?      |
| 1937-1938             | Jesi                  | C                     | ?          | ?          |                 |                 |                 |             |             |             | ?      | ?      |
| Totale Jesi           | Totale Jesi           | Totale Jesi           | ?          | ?          |                 |                 |                 |             |             |             | ?      | ?      |
| 1938-1939             | Taranto               | C                     | 21         | 5          |                 |                 |                 |             |             |             | 21     | 5      |
| 1939-1940             | Savoia                | C                     | 24         | 4          | CI              | 1               | 0               |             |             |             | 25     | 4      |
| 1940-1941             | Savoia                | C                     | 26         | 7          | CI              | ?               | ?               |             |             |             | 26     | 7      |
| 1941-1942             | Savoia                | C                     | 28         | 13         |                 |                 |                 |             |             |             | 28     | 13     |
| 1942-1943             | Savoia                | C                     | 22         | 2          |                 |                 |                 |             |             |             | 22     | 2      |
| 1944                  | Torrese               | -                     | -          | -          | -               | -               | -               | CDL         | 2+          | 0+          | 2+     | 0+     |
| 1945                  | Torrese               | CC                    | 16         | 0          |                 |                 |                 |             |             |             | 16     | 0      |
| 1945-1946             | Ilva Torrese          | C                     | 21         | 3          |                 |                 |                 |             |             |             | 21     | 3      |
| 1946-1947             | Torrese               | B                     | 32         | 0          |                 |                 |                 |             |             |             | 32     | 0      |
| 1947-1948             | Torrese               | B                     | 11         | 1          |                 |                 |                 |             |             |             | 11     | 1      |
| 1949-1950             | Torrese               | C                     | 20         | 0          |                 |                 |                 |             |             |             | 20     | 0      |
| 1950-1951             | Torrese               | C                     | 33         | 4          |                 |                 |                 |             |             |             | 33     | 4      |
| 1951-1952             | Torrese               | Dil.                  | 23         | 1          |                 |                 |                 |             |             |             | 23     | 1      |
| 1952-1953             | Torrese               | Dil.                  | 7          | 1          |                 |                 |                 |             |             |             | 7      | 1      |
| Totale Savoia-Torrese | Totale Savoia-Torrese | Totale Savoia-Torrese | 263        | 36         |                 | 1               | 0               |             | 2+          | 0+          | 266+   | 36+    |
| Totale carriera       | Totale carriera       | Totale carriera       | 304        | 44         |                 | 1               | 0               |             | 2+          | 0+          | 307+   | 44+    |